# Enseignement secondaire aux États-Unis
 (juin 2017).
Si vous disposez d'ouvrages ou d'articles de référence ou si vous connaissez des sites web de qualité traitant du thème abordé ici, merci de compléter l'article en donnant les références utiles à sa vérifiabilité et en les liant à la section « Notes et références ».
L'enseignement secondaire aux États-Unis regroupe généralement les grades (années scolaires) partant de 6 (11-12 ans) jusqu'au grade 12 (17-18 ans). Il se compose des middle schools (grades 6—8) et high schools (grades 9—12). Dans le système éducatif des États-Unis, il se situe entre la elementary school ou grade school (enseignement primaire) et l'enseignement universitaire (université ou college).

## Histoire
Au cours du XXe siècle, la demande de travail exigeant des compétences du niveau de l'enseignement secondaire a augmenté avec le développement des grandes entreprises, des avancées technologiques et scientifiques, et de la distribution à grande échelle qui conduit à l'augmentation des rendements de l'éducation. Le taux d'Américains possédant un diplôme du secondaire passe de 10 % en 1900 à 80 % en 1970 et stagne depuis (74 % en 2000).
Les premières écoles secondaires publiques ont vu le jour dans les années 1830 et 1940 dans les zones les plus riches, à niveau de revenu équivalent, et se sont considérablement développées après la guerre civile américaine jusque dans les années 1890.
En 1954, l'arrêt de la Cour suprême Brown v. Board of Education rend obligatoire la déségrégation des écoles primaires et secondaires, bien que les écoles chrétiennes privées se soient rapidement développées à la suite de cet arrêt pour accueillir les familles blanches qui tentaient d'éviter la déségrégation,,. En 1955, les taux d'inscription dans les écoles secondaires aux États-Unis avoisinaient les 80 %, ce qui était supérieur aux taux d'inscription dans la plupart ou la totalité des pays européens.
En 1965, la Elementary and Secondary Education Act (ESEA), adoptée dans le cadre de la « guerre contre la pauvreté » du président Lyndon B. Johnson, fournit des fonds pour l'enseignement primaire et secondaire (Title I funding) tout en interdisant explicitement l'établissement d'un programme national.
Les pressions exercées pour permettre aux personnes et aux organisations de créer de nouvelles charter schools se sont développées au cours des années 1980 et ont été adoptées par l'American Federation of Teachers en 1988. Il s'agirait d'écoles publiques (financées par le gouvernement) juridiquement et financièrement autonomes, libérées de nombreuses lois de l'État et des réglementations des districts, et responsables des résultats des élèves plutôt que des processus ou des intrants. [Le Minnesota a été le premier État à adopter une loi sur les écoles à charte en 1991. En 2009, les écoles à charte fonctionnaient dans 41 États (et dans le district de Columbia) et 59 % d'entre elles avaient des listes d'attente.

## Enseignants dans le secondaire
Les enseignants sont habilités à enseigner dans l'une des deux écoles du secondaire : la middle school ou la high school. Ces habilitations peuvent chevaucher deux écoles. Dans le Missouri, par exemple, les habilitations pour les middle schools sont valables pour enseigner des grades 6—8, les habilitations pour les elementary schools sont valables pour enseigner jusqu'au grade 5 et les habilitations pour enseigner dans les high schools sont valables du grade 9—12. Cela montre que les grades que l'on retrouve dans les middle schools, les junior highs et les elementary schools peuvent varier d'un État à l'autre. De plus, certains États autorisent les professeurs du secondaire à enseigner plusieurs matières ; par exemple, les mathématiques et l'histoire.

## Types d'écoles

### Middle schools(grades 6—8 ou 9)
Les middle schools (que l’on appelle encore, parfois, par leurs anciens noms junior high school et intermediate school) sont les écoles où l'on retrouve les grades 6—8 ou 9. Les écoles qui proposent le grade 9 sont les écoles communément appelées junior high school. Les deux noms réfèrent à l'école située entre la primary/elementary school (école primaire) et la high school. Parmi les États délivrant des habilitations à enseigner dans plusieurs écoles, on retrouve le Missouri. En effet, beaucoup de circonscriptions scolaires de cet État, particulièrement autour de Saint-Louis, sont historiquement et toujours à l’heure actuelle divisées en elementary, middle school, junior high et high school. Dans ces districts, les middle schools assurent l'enseignement des grades 5 et 6 (parfois également le grade 4) et les junior highs des grades 7 et 8 (du grade 9 également pour certaines d'entre elles).
On retrouve dans certaines circonscriptions plus rurales des elementary school K-6 ou K-12, c'est-à-dire qu’ils dispensent l’enseignent des 6 premiers ou des 12 grades au sein de la même école. La répartition des grades au sein des écoles varie d'un État à l'autre et même d’une circonscription à l'autre. On peut ainsi retrouver des écoles K-6, des Elementary schools et des middle schools dans la même circonscription. Il n'y a pas de règle générale pour la répartition des grades dans les écoles aux États-Unis et même les circonscriptions n'ont que très peu de contrôle sur cette répartition.
À partir de la middle et/ou la junior high school, les étudiants commencent à avoir des emplois du temps et des cours donnés par plusieurs enseignants dans la même journée - à la différence des elementary schools, où la plupart des cours sont donnés par le même enseignant (à l'exception en général de l’art, de la musique et de l'éducation physique). L'emploi du temps est habituellement composé de 4 ou 5 (si une langue étrangère est incluse) cours d’enseignement général (anglais ou littérature, science, mathématiques, histoire ou éducation civique, juridique et sociale, et, dans certaines écoles, langue étrangère) ainsi que de deux ou quatre autres matières, soit facultatives, soit supplémentaires, ou alors des cours de soutien pour les matières générales.
Dans certaines circonscriptions divisées en middle et junior high school, la principale différence entre les deux est généralement dans le choix des cours facultatifs. Typiquement, les middle schools ne proposent que de l'éducation physique ou de la musique (chant, étude de la musique ou apprentissage d'un instrument) comme cours facultatifs. Les junior high schools, par opposition, offrent souvent deux ou quatre cours facultatifs incluant des langues étrangères. L'autre principale différence est que les enseignants en middle school travaillent en étroite collaboration, en équipe, chacun s'occupe du même niveau d'études mais enseigne une matière différente, alors que dans les junior high schools, l'organisation se fait par département qui opère de manière indépendante et enseigne à tous les grades de l'école.
Certains étudiants commencent également à apprendre une langue étrangère (telle que l’espagnol, le français, l'allemand ou même parfois une langue asiatique en fonction du lieu où se situe l’école) ou des cours avancés en mathématiques ou en sciences à partir de la middle school. En complément de Pré-Algèbre et des autres cours préparatoires en mathématiques dans les high school, algèbre I et géométrie sont couramment enseignées. Certaines écoles proposent les sciences physiques en tant que matière honorifique. Les cours d'éducation physique sont en général obligatoires pendant un temps déterminé. Pour l’éducation civique, juridique et sociale, certaines écoles proposent l’histoire des États-Unis ou l’histoire globale.

### High school(grades 9—12 ou 10—12)
Pour les articles homonymes, voir High school.
On enseigne habituellement dans les high schools soit les grades 9 à 12, soit 10 à 12. Tous les programmes scolaires proposés par les écoles, même pour les high schools, sont décidés par les circonscriptions scolaires et non par le gouvernement fédéral. Dans les high schools, les étudiants ont plus de contrôle sur leur enseignement et peuvent même choisir leurs matières principales. Le contrôle donné aux étudiants varie d'un État et d'une école à l'autre.
En 2001, il y avait 26 407 High Schools publiques et 10 693 high schools privées aux États-Unis, bien que ce chiffre puisse être surévalué par le ministère de l'Éducation américain, car il définit les écoles du secondaire comme école qui propose un grade faisant partie de l'enseignement secondaire, ce qui inclut les juniors high schools qui enseignent le grade 9 ou 10.

#### Histoire
Aux États-Unis, on recherchait des personnes avec des compétences générales plutôt que des compétences techniques[Quand ?]. Le nombre d'inscriptions en high school aux États-Unis a augmenté quand ces écoles sont devenus gratuites, que la loi a rendu l'école obligatoire jusqu'à un certain âge, mais aussi parce que tous les étudiants américains avaient l'opportunité de s'inscrire sans que l'on tienne compte de leurs capacités intellectuelles. Cela a permis aux étudiants américains, dont le niveau était alors très faible, de pouvoir redoubler et ainsi maintenir une fréquentation scolaire élevée.
À la fin du XIXe siècle, il n'était pas rare de voir des high schools qui mettaient en place des examens d'admission, limitant ainsi le nombre d'étudiants préparant leur entrée à l'université à moins de 5 % de la population. On considérait que la plupart des étudiants étaient prêts pour trouver du travail ou pour fonder une famille à la sortie de la junior high school. Au début du XXe siècle, les États-Unis ont connu un mouvement lycéen caractérisé par une augmentation régulière et rapide du nombre d'inscriptions en high school. À partir du milieu du XXe siècle, le passage dans une high school publique, au cours de leur parcours scolaire, devient fréquent pour les étudiants américains. Ces écoles ont été conçues pour donner une éducation gratuite à tous les étudiants qui voulaient rester à l'école pendant 12 ans et obtenir un diplôme, si leurs notes étaient suffisantes. Le but était de réduire le nombre d'étudiants qui sortaient du système scolaire dès qu'ils avaient l'âge d'arrêter l'école (entre 14 et 18 ans, suivant les États) et qui risquaient d'être marginalisés en cas de crise économique.
À la fin du XXe siècle, une éducation basée sur des normes a été adoptée dans la plupart des États et au niveau fédéral avec pour objectif d'augmenter le niveau moyen. Ce système change la façon d’aborder le succès scolaire d'un étudiant en se basant non plus sur le fait qu'il ait réussi à atteindre le grade 12, mais sur sa réussite à des tests. En 2006, deux tiers des étudiants en high School devaient passer des tests pour s'assurer qu'ils avaient bien le niveau défini par les normes adoptées. Beaucoup de personnes se sont cependant inquiétées que ce nouveau système fasse trop baisser le nombre de diplômés.

#### Structure du programme scolaire de base
Il y a une grande variété de programmes scolaires proposés aux étudiants aux États-Unis. Contrairement à leurs camarades des autres pays développés, la plupart des étudiants américains ne commencent pas à se spécialiser dans un domaine d'étude particulier avant leur deuxième année d'université. Par ailleurs, depuis le début du XXe siècle, beaucoup de high schools aux États-Unis proposent une filière destinée à préparer les étudiants à l'entrée à l'université et une filière destinée à les préparer au marché du travail. Cette dernière permet aux étudiants d'obtenir un haut niveau de spécialisation, par exemple en mécanique automobile ou en menuiserie, avec des journées partagées entre cours théoriques et cours pratiques qui préparent les étudiants de dernière année de lycée à entrer sur le marché du travail sans diplôme universitaire. Le degré de spécialisation varie selon l'État et la circonscription scolaire. L'Association pour l'Enseignement Technique et Professionnel est la plus grande association américaine à promouvoir ce type d'éducation.
Les horaires des cours pour lesquels l'étudiant s'inscrit sont organisés de façon qu'il puisse suivre ses cours toute l'année sans avoir à changer d'emploi du temps (à l'exception des cours organisés par semestre). La durée d'un cours peut varier, mais il est en général de 30 à 90 minutes. La plupart des écoles divisent la journée en 7 ou 8 cours de 30 ou 45 minutes, bien que certaines préfèrent une organisation en trois ou quatre cours (généralement de 90 minutes). Beaucoup d'écoles incluent également des heures d'études dans l'emploi du temps des élèves. Il y a une grande variété dans l'organisation du programme que peuvent suivre les étudiants américains en high schools. En effet, certaines écoles obligent les étudiants à suivre un « tronc commun » de cours (généralement anglais, sciences, éducation civique juridique et sociale et mathématiques) tandis que d'autres imposent, pour les étudiants des grades 10 et supérieurs, seulement un certain nombre de crédits à obtenir pour valider leur année.
La plupart demandent l'obtention de quatre crédits en anglais pour valider le diplôme. En général, les 4 niveaux d'anglais sont proposés sous forme de cours standards ou de cours honorifiques. Anglais III et anglais IV peuvent être des cours de niveau universitaire permettant aux étudiants de gagner des crédits pour leurs études à l'université. En général, trois cours de sciences sont requis. Biologie, chimie et sciences physiques sont les cours les plus courants, mais on peut également trouver des cours de sciences naturelles ou de soins de santé. Les cours scientifiques comprennent également la géologie, l'anatomie, les sciences environnementales et les cours de médecine légale.
Les cours de mathématiques en high school comprennent, en général, également des cours de soutien en initiation à l'algèbre, algèbre I, géométrie, algèbre II, et trigonométrie. Les options en mathématiques incluent l'initiation au calcul infinitésimal, statistiques et mathématiques discrètes, qui peuvent donner aux étudiants des accréditations à des cours de niveau universitaire ou pour le baccalauréat international. Habituellement, l’obtention de 3 crédits en mathématiques suffit pour être diplômé (bien qu'il soit recommandé d’en obtenir 4). Certaines high schools obligent maintenant les étudiants à en obtenir 4. Les cours d’anglais sont en général obligatoires pour les quatre années de high school. Cependant, certaines activités sont considérées comme des cours d’anglais. On peut notamment citer, le journalisme, les cours de débat, langues étrangères, littérature, arts dramatiques et écriture (études portant sur la technique ou la création de textes). Les sciences civiques juridiques et sociales comprennent généralement histoire globale, Histoire des États-Unis, des cours sur le gouvernement et économie. La politique et l’économie sont parfois enseignées dans un même cours, qui dure deux semestres. Les étudiants peuvent également prendre des cours optionnels de droit (constitutionnel, criminel ou international), justice pénale, sociologie et psychologie.
Les étudiants doivent également faire deux ans d’éducation physique et sportive pour être diplômé. Cependant, certains États et certaines circonscriptions scolaires obligent les étudiants à prendre cette matière tous les semestres. Dans la plupart des États, des cours de santé ou de bien-être sont obligatoires. Ces cours comprennent en général une initiation à l’anatomie, des cours de nutrition, de premiers secours, d’éducation sexuelle, des cours d’information sur les drogues illégales, le tabac, et l’alcool. Pour des raisons religieuses, il est interdit de parler de contraception dans certaines écoles. Les cours de santé et d’éducation physique et sportive sont parfois enseignés dans le même cours ou enseignés alternativement chaque semestre. Dans certaines écoles privées, par exemple dans les écoles catholiques, des cours de théologie sont obligatoires.

#### Cours facultatifs
Les high schools publiques offrent une grande variété de cours facultatifs, bien que la disponibilité de ces cours dépende des moyens financiers de l'école. Certaines écoles ou certains États obligent les étudiants à obtenir des crédits pour certains cours considérés comme facultatifs, la plupart du temps en langue étrangère et en éducation physique et sportive. On peut classer les cours facultatifs en plusieurs grandes catégories :
- Arts visuels : dessin, sculpture, peinture, photographie, étude de films et histoire de l'art.
- Spectacle vivant : (chorale, drame (théâtre), groupe de musique, orchestre, danse).
- Enseignement professionnel : travail du bois ou du métal, conception assistée par ordinateur, réparation automobile, agriculture, cosmétologie.
- Informatique/technologies de l'information et de la communication/média : dactylographie, programmation informatique, graphisme, club d'informatique, web design et programmation web, game design, production de musique, réalisation.
- Journalisme et édition : (journal de l'école, annuaire de l'école, production télévisuelle.
- Langues étrangères : (français, allemand, italien, espagnol, langues les plus courantes ; chinois, japonais, russe, grec, latin, coréen, néerlandais, portugais et langue des signes américaine sont plus rarement enseignées, bien que les deux dernières langues sont de plus en plus courantes. Tous les états ne considèrent pas la langue des signes comme une langue étrangère et, par conséquent, peuvent autoriser les étudiants malentendants à aller dans une école d'un autre État où ils demandent une langue étrangère mais ne considèrent pas que la langue des signes en est une.
- Études de commerce : comptabilité, traitement de données, entrepreneuriat, finance, monde des affaires, technologies de l'information et de la communication, management, marketing, et secrétariat.
- Famille/santé : nutrition, soins infirmiers, art culinaire, épanouissement de l'enfant, diététique et cours supplémentaires d'éducation physique et sportive.
- cadets de la réserve militaire américaine. Ces cours sont destinés à développer la citoyenneté et le patriotisme des étudiants et sont présentées, dans certaines écoles, sous forme d'un programme en deux ans qui peuvent remplacer un an de cours sur la santé.

Certaines high schools américaines proposent des cours de conduite automobile. Dans certaines d'entre elles, les étudiants peuvent prendre ces cours pendant le temps scolaire et même obtenir des crédits, tandis que dans d'autres ces cours sont proposés en dehors du temps scolaire.

#### Matières additionnelles pour les étudiants surdoués
Les high schools n'ont pas toutes la même rigueur dans leur programme. La plupart d'entre elles ont ce que l'on appelle des cours « d'excellence » afin de motiver les étudiants les plus studieux, où la qualité de l'enseignement est en général meilleure, où l'on attend plus de la part des étudiants. Il y a dans certains États et certaines villes des high schools avec des examens à l’entrée pour n’admettre que les étudiants les plus performants. C'est le cas à la Boston Latin School et la Northern Virginia’s Thomas Jefferson. On peut également trouver des écoles spécialisées dans les arts et d'autres dans les étudiants en échec scolaire dans le système traditionnel. Des écoles ont même été créées pour certains groupes sociaux spécifiques, pour les étudiants LGBT, par exemple, dont on considère qu'ils ont des besoins spéciaux. Si elles possèdent les fonds disponibles, les high schools peuvent proposer des cours de niveau universitaire ou faisant partie du programme du baccalauréat international. Les cours de niveau universitaire (appelés advanced placement ou AP) sont généralement pris en deuxième, troisième, ou quatrième année de high school, soit en remplacement d'une troisième année classique (en prenant, par exemple, AP Anglais III à la place de Anglais III), soit pour approfondir une matière prise précédemment (par exemple, AP sciences environnementales en quatrième année après avoir pris écologie en deuxième année) ou alors ces cours peuvent être pris tout simplement pour étudier en dernière année quelque chose qui intéresse particulièrement l’étudiant (par exemple, AP histoire de l'Europe).
Les cours pour le bac international sont pris dans le cadre d'un programme plus large, plus global. Ils sont suivis en général durant les deux dernières années de high school. Pour obtenir le diplôme du bac international, les cours doivent être pris par bloc de 7 (c'est-à-dire qu'un étudiant ne peut pas choisir de ne prendre qu'une seule matière faisant partie du programme du bac international). Si l'étudiant choisit, malgré tout, de ne pas prendre les 7 cours, il pourra faire valider les cours qu'il a pris, mais il ne pourra pas recevoir le diplôme du bac international. La plupart des établissements post-secondaires prennent en considération les résultats aux cours de niveau universitaire ou du bac international dans leur processus d'admission. Ces cours étant supposés être l'équivalent des cours proposés en première année d'université, les établissements du post-secondaire peuvent attribuer des crédits à l'étudiant qui a validé ces matières, ce qui lui permet d'avoir son diplôme universitaire plus tôt. Dans les quartiers riches, les écoles publiques et privées sont en mesure de proposer beaucoup plus de cours destinés aux meilleurs étudiants que les écoles des quartiers moins riches. On retrouve cette différence dans les taux de réussite à l'université.
Dans les États où le système universitaire est bien développé, il y a souvent des mécanismes qui permettent aux étudiants surdoués encore en high school de demander l'autorisation à leur circonscription scolaire de pouvoir assister à des cours universitaires à plein temps pendant l'été, les week-ends ou les soirs pendant l'année scolaire. Les crédits ainsi gagnés seront pris en compte à l'université et peuvent faciliter l'obtention du diplôme plus tôt que dans le cas d'un parcours classique.

## Vie scolaire et traditions

### Uniforme scolaire

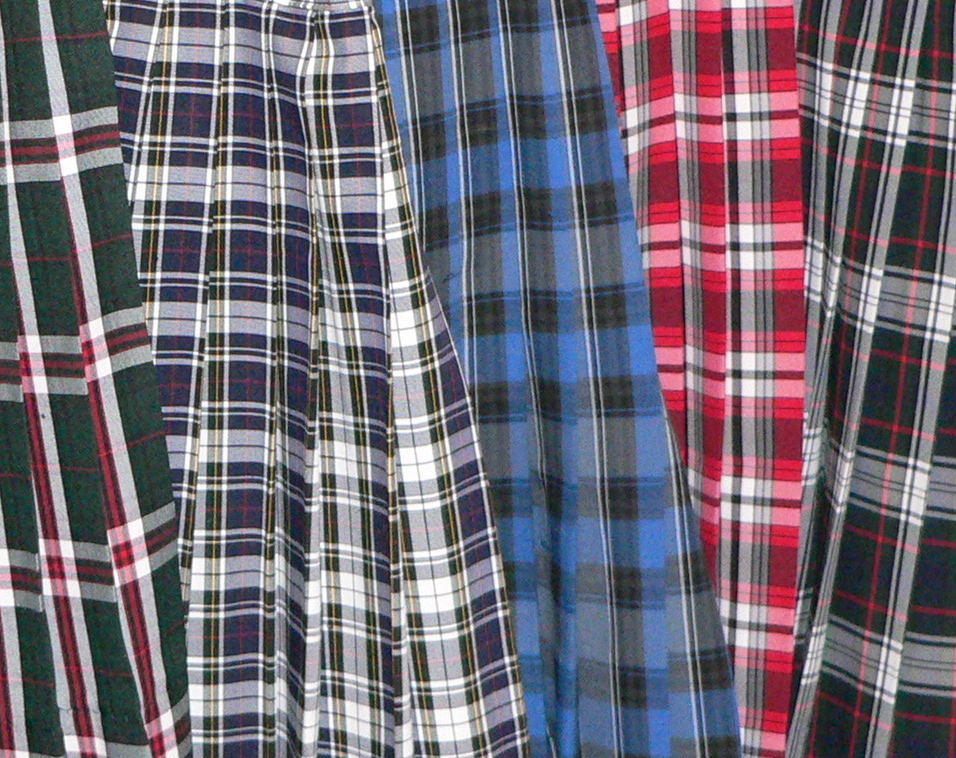
La jupe à motifs écossais est typique de l'uniforme féminin des écoles catholiques du Canada et des États-Unis.

La plupart des écoles publiques des États-Unis n'imposent pas d'uniforme mais ont généralement des codes vestimentaires, qui réglementent en particulier la longueur des jupes et la surface de peau exposée. Ils incluent aussi, en général, l'interdiction de vêtements troués ou abîmés, laissant voir les sous-vêtements, et plus généralement les tenues obscènes, liées aux gangs ou dangereuses. Certains codes vestimentaires spécifient le type de vêtements de haut (par exemple avec des cols) et de bas autorisés, et les couleurs autorisées (généralement les couleurs de l'école). Pendant les dernières années, il a été constaté une forte augmentation de l'utilisation des uniformes à tous les niveaux d'enseignement. Selon la National Association of Elementary School Principals (NAESP), le pourcentage d'écoles publiques imposant l'uniforme est passé de 3 % en 1997 à plus d'une sur cinq (22 %) en 2000
L'uniforme est très courant dans les écoles privées, en particulier dans les écoles catholiques. Les uniformes sont généralement similaires à ceux utilisés dans les établissements publics, mais certaines écoles utilisent des tenues plus proches des uniformes britanniques, avec des blazers et des cravates. Pour les filles, les jupes peuvent être remplacées par des jupes-culottes, en particulier pour les écoles épiscopaliennes ou non-paroissiales.
En 1994, un district scolaire de Californie du Sud, le Long Beach Unified School District, a imposé l'uniforme dans toutes ses écoles primaires et ses collèges. Ce fut le début d'une nouvelle mode aux uniformes scolaires aux États-Unis, en particulier dans les zones urbaines. Bill Clinton parla des efforts de ce district en 1996. L'adoption d'uniformes propres à l'école ou au district (ou au moins d'un « code vestimentaire standardisé », qui n'est pas aussi rigide qu'un uniforme mais qui laisse un peu de liberté dans des limites bien déterminées) était motivé par un besoin de s'opposer aux vêtements liés aux gangs (ainsi que la pression faite aux familles d'acheter des vêtements de marque à leurs enfants pour qu'ils ne soient pas rejetés par leurs camarades) mais aussi d'améliorer la morale et la discipline.

### Album de finissants
Un album de finissants (ou album de promotion), yearbook en anglais, est un livre recensant les principaux événements de l'année passée d'une école ainsi que les photos et noms des élèves. La quasi-totalité des lycées (high school) et universités (college) américains publient un yearbook. Avant le lycée, les écoles primaires (elementary school) et collèges (middle school) ont une équipe spécialisée chargée de rassembler les données du yearbook, avec ou sans l'aide des élèves. Ces livres ont en général une pagination bien inférieure à celle des yearbooks de lycées et universités.
Les yearbooks de lycées traitent de sujets variés : la vie des élèves, les différentes spécialités étudiées, la vie sportive, les événements majeurs, etc. Une partie du livre présente une photo de chaque élève ainsi que de chaque association ou club. L'équipe responsable du yearbook est constituée d'élèves du lycée, aidés par un ou plusieurs conseillers qui ont également d'autres responsabilités dans l'école (professeur d'art, d'informatique, de littérature…). L'équipe du yearbook est constituée de diverses manières : soit par un groupe de volontaires, soit le projet est considéré comme une « matière », soit le projet est assigné aux élèves terminant leurs études. Les yearbooks d'universités ont souvent le même format. Ils incluent un récapitulatif détaillé de la vie sportive (football américain, basketball). Les yearbooks d'universités sont considérés par l’Associated Collegiate Press (ACP) comme une forme de journalisme. L'ACP organise chaque année une compétition (Pacemaker) pour déterminer les meilleurs yearbooks de l'année.

### Bal de promo

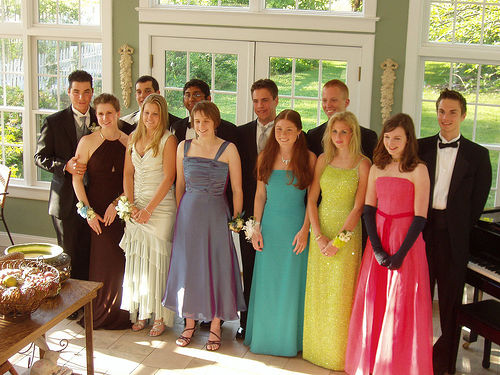
Rassemblement avant un bal de promo (prom) aux États-Unis : garçons en smoking et filles en robes de soirée avec un bouquet à leurs poignets.

Aux États-Unis, le bal de promo (prom ou prom night) est une fête qui a lieu dans les écoles secondaires (high schools) vers la fin de l'année scolaire et à laquelle sont conviés les finissants (seniors ou élèves de 12e année), et parfois les juniors ou élèves de 11e année. L'événement est très important pour tous les élèves américains et figure depuis longtemps dans la culture des États-Unis. On peut désigner par élection, avant ou durant la fête, un roi et une reine du bal, qu'ils soient ou non un couple, pour les honorer. La fête a lieu dans n'importe quelle salle de réception à la disposition, même un gymnase,,.

### Diplôme de fin d'études secondaires

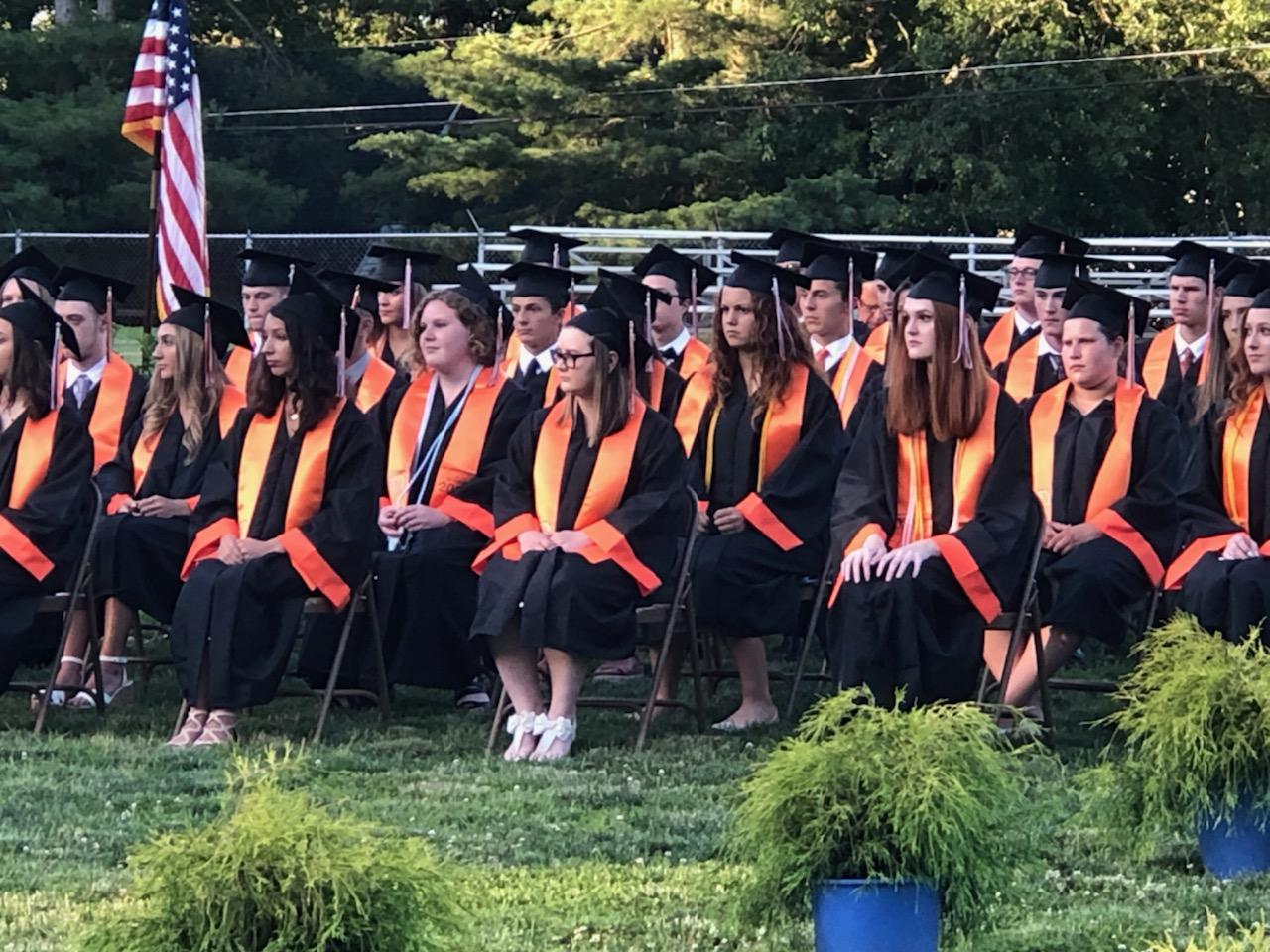
Cérémonie de remise de diplômes. Pitman High School, en 2019.

Sous l'impulsion d'un mouvement de réformes commencées au début des années 1990 par la plupart des États et au niveau fédéral, environ deux tiers des étudiants fréquentant une high school publique doivent obtenir un examen diplômant lorsqu'ils sont au grade 10 ou supérieur, même si aucun nouvel État n'a adopté de nouvelles réformes en 2006, selon le Center on Education Policy[réf. nécessaire]. Cette obligation a commencé à être controversée quand les États ont refusé de délivrer des diplômes et ont refusé le droit d'assister à la cérémonie de remise des diplômes à des étudiants qui n'avaient pas rempli les conditions requises par l'État. Ces réformes ont été inspirées par le système scolaire d’autres pays. Mais la plupart de ces nations utilisent ces tests pour orienter les étudiants entre les filières générales et technologiques. Alors que la plupart des high schools américaines sont des écoles publiques qui admettent tous les étudiants d’une certaine zone géographique, quels que soient leurs capacités et leur dossier scolaire.
Le Business Roundtable (association composée des PDG des plus grandes compagnies américaines) a milité en faveur d’une éducation basée sur des standards, afin que les étudiants du monde entier puissent atteindre un niveau égal et ainsi leur assurer un succès dans leurs études universitaires ou leur carrière. Les progressistes tels que Gary Orfield de l’université Harvard et de l’organisation Fairtest, chargée de promouvoir une plus grande égalité dans l’évaluation des étudiants, appuyés par les partisans d’une éducation plus traditionnelle, se demandent si ce but est réaliste et possible à mettre en œuvre étant donné la grande diversité dans les compétences des étudiants[réf. nécessaire]. La communauté enseignante a remis en cause la justice d’un système qui pénalise les étudiants défavorisés, qui échouent en moyenne deux à quatre fois plus que les étudiants les plus performants.